# Дигитално сликарство
Дигитално сликарство јесте релативно нова али већ успостављена уметничка форма. То је медиј који обично комбинује рачунар, графички таблет и софтвер по избору. Уметник користи технике сликања и цртања помоћу оловке која долази са графичким таблетом за креирање 2D слика унутар софтвера за дигиталну уметност. Постоји више техника и алата које користе дигитални уметници, а примарне су дигиталне четке. Они долазе стандардно са свим програмима за дигиталну уметност, али корисници могу да креирају сопствене, мењајући свој облик, текстуру, величину и пренос. Многе од ових четкица су створене да представљају традиционалне стилове попут уља, акрила, пастела, угља и ербраша, али не све. Други ефикасни алати укључују слојеве, ласо алатке, облике и маске. Дигитално сликарство је еволуирало не само да опонаша традиционалне уметничке стилове, већ је у потпуности постало сопствена техника.
Дигитално сликарство подједнако користе и хобисти и професионални уметници. Његова употреба је посебно распрострањена у комерцијалним продукцијским студијима који стварају игре, телевизију и филм. Постоји више разлога за то што се односи и на уметнике хобисте. Дигитално сликарство омогућава уметницима да лако експериментишу са различитим техникама и бојама, јер његова употреба слојева, функција поништавања и чување датотека чине то недеструктивним радним процесом. Уметници се увек могу вратити на раније стање унутар уметничког дела, тако да ништа није заиста изгубљено. Ово не само да штеди време, већ и материјале, док уметнику даје више слободе да ствара.

## Поређење са традиционалним сликарством
Постоји више разлика између традиционалног и дигиталног сликарства. Први је да традиционални сликари сликају на површини као што је платно или папир, а дигитални уметник слика на екрану. То је велика разлика јер постоји јаз између пера оловке и сензора екрана. Ово се зове паралакса. Новије таблете су смањиле паралаксу на минимални ниво што доводи до врло малог померања између пера и резултата пера. Традиционални сликари такође морају да буду више намерни, да планирају своје површине и медије да би добили величину и ефекат који желе, док дигитални уметници имају слободу да мењају своје слике током целог процеса. Дигитално сликарство такође заузима много мање простора. Код традиционалног сликарства типично је да имате штафелај, палету, место за стављање четкица, воду за чишћење четкица, крпе итд.

## Хардвер
За дигитално сликање је потребан хардвер и постоје два начина да се дигитално слика. Први је са графичким таблетом повезаним са рачунаром, а други са самосталним таблетом. Графички таблети се затим могу поделити на две категорије: таблети без екрана и таблети са екраном. Први немају свој екран, тако да је површина таблета мапирана на екран рачунара, а може бити теже користити јер постоји прекид између површине на којој се црта и екрана на којем се приказује слика. Други имају екране, који су обично лакши за коришћење, али су знатно скупљи. Таблете такође могу имати и осетљивост на притисак и одзив на нагиб. Што значи да и притисак и угао оловке утичу на дигиталну четкицу. Постоје многе компаније које производе графичке таблете, а најзначајније су Вацом, КСП-Пен и Хуион.
Самостални таблети имају повећану преносивост јер не морају да буду везани за рачунар, али су обично мањи од графичких таблета са еквивалентном ценом. Неки таблети који се могу користити за дигитално сликање су: IPad, Microsoft Surface и Wacom Mobile Studio.

## Софтвер
Постоји много различитих типова софтвера које дигитални сликари користе. Они се крећу од програма који су намењени да имитирају традиционалне програме за сликање као што је Corel Painter до софтвера за манипулацију сликама као што је Adobe Photoshop. Постоје различите предности за сваки програм намењен за дигитално сликање, што зависи од тога како уметник жели да ради и који алати су му важни. Такође зависи од цене ових програма са многим преласком на модел заснован на претплати уместо на једнократну куповину као што је Clip Studio Paint, раније познат као Manga Studio. 
Многи софтвери за дигитално сликање за рачунаре имају верзију апликације за самосталне таблете, али постоје и апликације које су у потпуности дизајниране за њих. Procreate је једна од ових апликација.

## Хибридне технике
Постоје и друге методе у којима уметници такође сликају дигитално; могу да варирају од коришћења различитих програма до постизања различитих ефеката. Као и код обављања одређених аспеката у једном програму, а затим преношења на други за други аспект, ово је обично више начин на који 3D уметници раде. Уобичајено би се практиковало да се почетне фазе слике раде на комаду папира или платна, а затим фотографишу или скенирају у софтвер за дигитално сликање да би се дело додатно довршило.
Најранији програм за графичку манипулацију звао се Sketchpad. Програм је 1963. године креирао Иван Сатерленд, студент на МИТ- у, омогућио кориснику да манипулише објектима на ЦРТ (катодној цеви ). Sketchpad је на крају довео до стварања Ранд таблета за рад на пројекту ГРАИЛ 1968. године, и створен је први таблет. Други рани таблети или дигитализатори, као што су ID (интелигентни дигитализатор) и БитПад, били су комерцијално успешни и коришћени су CAD (Computer Aided Design) програмима. Савремени таблети су алати које бирају дигитални сликари. ВАЦОМ је лидер у индустрији таблета чија величина може бити од 4” к 6” па све до 12” к 19” и дебљине су мање од једног инча. Остали брендови графичких таблета су Aiptek, Monoprice, Hanvon, Genius, Adesso, Trust, Manhattan, Vistablet, DigiPro и други. Сви ови графички таблети имају основне функције миша, па се могу користити као миш, не само у графичким уређивачима већ и као замена за миша, а компатибилни су са практично свим оперативним системима.

### Таблети
Идеја о коришћењу таблета за преношење упутстава рачунару је идеја од 1968. године када је компанија RAND (Research and Development) из Санта Монике развила РАНД таблет који је коришћен за програмирање. Дигитализатори су популаризовани средином 1970-их и почетком 1980-их комерцијалним успехом ID-а (Intelligent Digitizer)  и БитПада које је производила Summagraphics Corp. Ови дигитализатори су коришћени као улазни уређаји за многе врхунске CAD (Компјутерски потпомогнуто дизајнирање) системе, као и у пакету са PC и за ПЦ креираним CAD софтвером као што је Аутокед.

### MacPaint
Рани комерцијални програм који је корисницима омогућавао да дизајнирају, цртају и манипулишу објектима био је програм MacPaint. Прва верзија овог програма представљена је 22. јануара 1984. на Apple Lisa. Могућност слободног цртања и креирања графике помоћу овог програма учинила га је врхунским програмом те врсте током 1984. Раније верзије програма су се звале MacSketch и LisaSketch, а последња верзија MacPaint-а била је MacPaint 2.0 објављена 1998. Велики део општег успеха MacPaint-а приписан је издавању првог Мекинтош рачунара који је био опремљен још једним програмом под називом MacWrite. Био је то први персонални рачунар са графичким корисничким интерфејсом и изгубио је већи део гломазне величине свог претходника, Лисе. Мекинтош је био доступан по цени од око 2500 долара, а комбинација мањег дизајна учинила је рачунар хитом, излажући просечног корисника рачунара графичким могућностима укљученог програма MacPaint.

### Адобе
Још један рани програм за манипулацију сликама био је Адобе Фотошоп. Прво се звао Display и креирао га је 1987. године Thomas Knoll са Универзитета у Мичигену као програм за приказ монохроматских слика. Уз помоћ његовог брата Џона, програм је претворен у програм за уређивање слика под називом Imagepro, али је касније преименован у Фотошп.
Кнолови су се направили договор са компанијом Adobe Inc. и Еплом, а Фотошоп 1.0 је објављен 1991. за Мекинтош. Adobe Inc. су претходно објавили Адобе Илустратор 1.0 1986. на Епл Мекинтошу. Ова два програма, Адобе Фотошоп и Адобе Илустратор, тренутно су два од најбољих програма који се користе у стварању дигиталних слика. Иллустратор је увео употребу Безјеове криве које су омогућиле кориснику да буде изразитоо детаљан у својим векторским цртежима.

### Кид Пик
Године 1988. Крејг Хикман је креирао програм за сликање под називом Кид Пик, који је деци олакшао стварање дигиталне уметности. Програм је првобитно креиран црно-бело, а након неколико ревизија објављен је у боји 1991. године. Кид Пик је био један од првих комерцијалних програма који је интегрисао боју и звук у креативном формату. Иако је Кид Пик намерно креиран за децу, постао је користан алат и за упознавање одраслих са рачунаром.

### Други пгрогами
Последњих година дошло је до пораста веб локација које подржавају дигитално сликање на мрежи. Корисник и даље црта дигитално уз коришћење софтвера: често се софтвер налази на серверу веб локације која се користи. Међутим, са појавом HTML5, неки програми сада делимично користе клијентов веб претраживач да би обавили део обраде. Опсег алата и четкица може бити ограниченији од слободног софтвера. Брзина одзива, квалитет боје и могућност чувања у датотеку или штампања су слични на оба медија.